# Pellegrino Matteucci

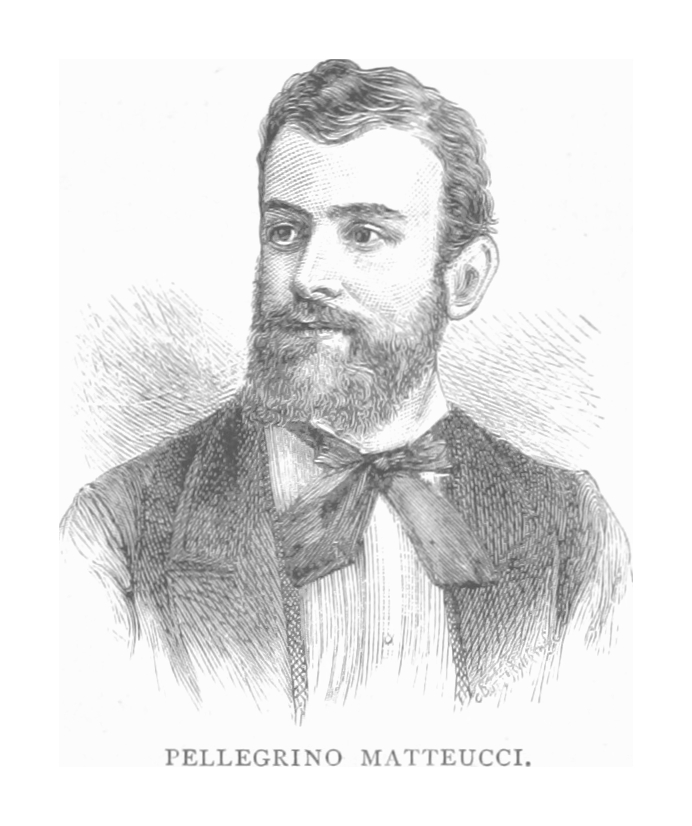
Pellegrino Matteucci

Pellegrino Matteucci (* 12. Oktober 1850 in Ravenna; † 8. August 1881 in London) war ein italienischer Afrikareisender.
Matteucci ging im Dezember 1878 im Auftrag der Handelsgeographischen Gesellschaft von Italien nach Abessinien und durchreiste das Land bis zur Nordgrenze von Schoa. Nach Italien zurückgekehrt, unternahm er im Frühjahr 1880 mit einem jungen Fürsten Borghese eine neue Reise über Ägypten und Darfur nach Wadai.
Diese, Matteuccis dritte Reise, führte von Sawakin am Roten Meer über Khartum durch Darfur, südlich des Tschadsees entlang, durch Kanem-Bornu, über Kano und Bida bis zum Delta des Niger. Am Golf von Guinea fanden Matteucci und sein Begleiter eine Schiffspassage nach England. In Liverpool angekommen und bereits im Zug nach London, erlitt Matteucci einen schweren Fieberanfall. Trotz ärztlicher Hilfe starb er am folgenden Tag, dem 8. August 1881, in einem Londoner Hotel. Sein Leichnam wurde nach Bologna überführt. Dort, in der Kartäuser-Klosterkirche, ließen ihm Freunde und Reisegefährten ein Grabmal errichten. Zur wissenschaftlichen Auswertung seiner Afrikadurchquerung kam es zunächst nicht.

## Werke
- La spedizione italiana all' Africa equatorlale (Bologna 1875).
- La cremazione del cadaveri (Bologna 1875).
- In Abissinia (Mailand 1880).